# CRIM1
CRIM1‏ (Cysteine rich transmembrane BMP regulator 1) هوَ بروتين يُشَفر بواسطة جين CRIM1 في الإنسان.